# Rinconada la Loma
Rinconada la Loma es una localidad del estado mexicano de Jalisco. Es parte del municipio de Ixtlahuacán de los Membrillos. Fue fundada el 15 de agosto de 2008.

## Demografía
| Censo | Población |
| ----- | --------- |
| 2010  | 2 476     |
| 2020  | 2 250     |